# Patalene ochrea
Patalene ochrea är en fjärilsart som beskrevs av Butler 1878. Patalene ochrea ingår i släktet Patalene och familjen mätare. Inga underarter finns listade i Catalogue of Life.